# Elisabeth Thuillier

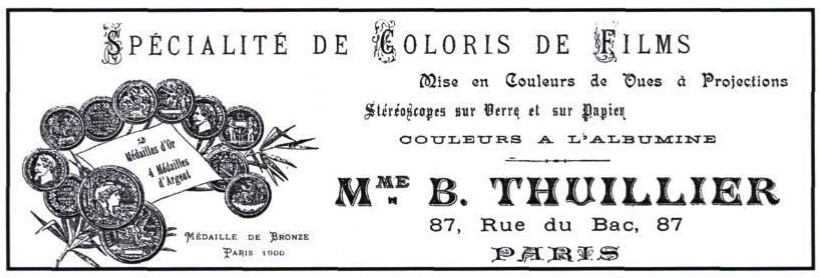
Capçalera usada per Berthe Thuillier, amb imatges de les medalles que havia guanyat.

Élisabeth Aléné, més coneguda com a Élisabeth Thuillier (Thuillier era el cognom del seu marit) (1841 – 7 de juliol de 1907) i Marie-Berthe Thuillier (1867 – 1947) van ser un equip mare-filla dels coloristes franceses. Van dirigir un taller a París, on els seus empleats van pintar a mà les primeres pel·lícules i diapositives fotogràfiques utilitzant els seus plànols i colors. Se'ls recorda especialment per la feina que van fer per al director Georges Méliès.

## Família i primers anys
Élisabeth Aléné va néixer a Guénange el 1841. Era un dels set fills d'una família de camperols catòlics. Ella i tres germans grans es van traslladar a París al voltant de 1848–50, durant un període de migracions massives a ciutats estimulades per les Revolucions de 1848 i la pandèmia de còlera de 1846–1860. Va treballar com a cuinera i minyona abans de ser contractada per treballar per a A. Binant, un marxant d'art i comerciant de subministraments d'art. Aléné va donar a llum dos fills el 1864 i el 1865; tots dos van morir poc després i el pare o els pares no constant als registres oficials. El 1867, va tenir un tercer fill, Marie-Berthe (coneguda com Berthe), amb Jules Arthur Thuillier de Forceville-en-Vimeu (1846-1875). Aquest va reconèixer legalment la nena en el moment del naixement, i ell i Élisabeth Aléné es van casar el 1874. Va morir l'any següent, sense deixar fons per a la seva dona; Probablement va ser en aquest moment quan Élisabeth Thuillier va començar a treballar per ella mateixa com a colorista fotogràfica.
El 1888, quan Berthe Thuillier tenia uns vint-i-un anys, es va casar amb un estudiant d'escultura, Eugène Boutier. (Boutier havia exposat un bust de "Mlle B.T.", probablement la seva futura esposa, al Saló de l'Académie des Beaux-Arts l'any abans.) La parella vivia entre la comunitat artística parisenca a Montmartre; Berthe Thuillier va treballar com a fotògrafa durant aquesta època, fet molt inusual per a una dona a la França del segle XIX. Va donar a llum una filla, Georgette, el 1889. Es va separar del seu marit el 1902 i se'n va divorciar el 1906.

## Obra colorista
Els Thuilliers havien començat a pintar pel·lícules el 1897. Aquest treball cinematogràfic encara era nou i l'exposició d'Élisabeth Thuillier apareixia a l'últim lloc al catàleg de per a l'Exposition Universelle de París el 1900. La seva extensió reflecteix l'ampli abast del negoci de Thuillier:
Colors i coloració. Matèries primeres per tenyir. Fotografies negatives i positives, sobre paper, sobre vidre, sobre seda, sobre pell, sobre pergamí de cel·luloide. Impressions estereoscòpiques sobre vidre, diapositives de colors. Fotocromia i fotografies artístiques en color. Colorant pel·lícula per a cinematografia.
El jurat de l'Exposició li va atorgar una medalla de bronze.
Élisabeth Thuillier tenia experiència en pintar diapositives per a llanterna màgica, i en altres tipus de treballs fotogràfics i de color. Va continuar com a cap del taller després de la mort de la seva mare. L'estudi Thuillier va comptar amb més de 200 empleats, totes dones, per gestionar els encàrrecs de cinema que van assumir. En una entrevista de 1929, Berthe Thuillier va recordar passar les nits seleccionant colors i provant mostres. Va descriure els seus colors per al cinema com a tints d'anilina "fins", creant tons transparents i lluminosos. Aquests colorants es van dissoldre primer en aigua i després en alcohol. A cada colorista se li va assignar un únic to, tenyint parts específiques de cada fotograma abans de passar la pel·lícula al següent treballador, de manera cadena de muntatge. Algunes zones a acolorir eren tan petites que es va utilitzar un pinzell que contenia només un crin de cavall.
Les Thuilliers i els seus treballadors probablement van utilitzar quatre tints bàsics: taronja, un blau verd semblant al cian, magenta i groc brillant. Es poden barrejar per crear altres colors. Els tons produïts també van canviar en funció de la tonalitat de gris de la pel·lícula. Some films used more than twenty distinct colours, and all the work was done by hand. El taller va ser al 7è arrondissement de París al 40 de Rue de Varenne; cap al 1908 es va traslladar a un edifici proper, 87 Rue du Bac.
Segons els records de Berthe Thuillier, el seu estudi normalment produïa unes 60 còpies en color de cada pel·lícula que van acolorir. Per a 300 metres de pel·lícula pintada a mà, el cost era d'uns 6 o 7 mil francs per còpia.

## Clients

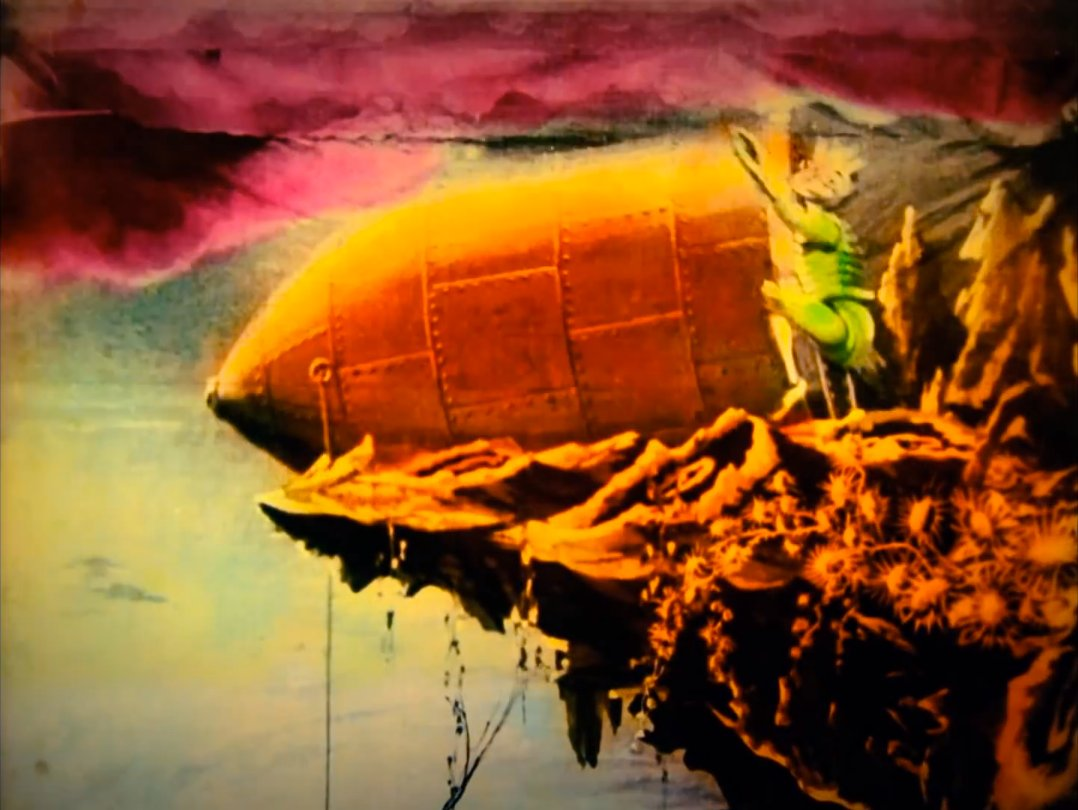
Restauració del marc original pintat a mà del Viatge a la lluna de Méliès

Les Thuillier foren les encarregades d’acolorir les pel·lícules de Méliès des del 1897 fins al 1912. El treball de l'estudi per a les pel·lícules de Méliès va ser internacional; per exemple, l'empresa de distribució nord-americana Selig Polyscope va negociar amb Méliès per a enviar els seus films a França per ser pintats a l’estudi Thuillier.
El taller de les Thuillier també va ser emprat pel gran estudi de cinema francès Pathé, des de 1898 o abans fins al voltant de 1912. L'any 1906 les Thuillier estaven en negociacions per treballar exclusivament per a Pathé, però van cancel·lar l'acord quan es va deixar clar que haurien de compartir l'autoritat amb una Sra. Florimond, el marit del qual era un empleat clau allà.
Un altre client era el cineasta experimental Raoul Grimoin -Sanson, segons les seves memòries, encara que se sap que no són fiables.
El director pioner Segundo de Chomón no era client, però es va introduir en les tècniques de pintar a mà de les Thuillier a través de la seva dona Julienne Mathieu. Mathieu (Mme. Chaumont o Chomón) havia treballat al taller Thuillier, com a supervisora segons algunes fonts, a més d'actuar en pel·lícules mudes. Chomón aviat va passar a afegir color amb plantilles.

## Darrers anys
La salut d'Élisabeth Thuillier va decaure al final de la seva vida, va morir el 7 de juliol de 1907. (La seva placa al cementiri cita l'any 1904, aparentment un error.) Durant el període àlgid del seu treball per pintar pel·lícules, Berthe Thuillier es va casar amb un segon marit, l'advocat Eugène Beaupuy; va quedar vídua abans de 1922–24. Aleshores, es va traslladar a Forceville-en-Vimeu, on eren enterrats els seus pares, i hi va viure fins a la seva mort el 1947.
El mètode de pintura a mà de Thuillier era una manera relativament lenta i cara de pintar bobines de pel·lícula, i el món del cinema finalment es va moure cap a l'ús de plantilles que era més eficient per a diverses còpies. L'últim client conegut de Thuillier va ser Georges Dufayel, propietari dels grans magatzems Grands Magasins Dufayel dins els quals hi havia un cinema i altres atraccions. A la seva entrevista de 1929, Berthe Thuillier va expressar lamentacions per la desaparició del seu taller.
El desembre de 1929, va ser convidada a una gala en honor de Méliès a la Salle Pleyel. Es van projectar diverses pel·lícules, inclosa Viatge al lluna. Per a aquest esdeveniment, dos "alumnes" de Thuillier van dur a terme un treball de restauració del color "extremadament delicat" segons la revista Cinéa. (Els registres indiquen que aquest treball del color va ser fet per un laboratori cinematogràfic de París, Ateliers Fantasia; les dues dones citades a la revista poden haver treballat per a aquest estudi i estar formades a Thuilliers, però no han estat identificades.) Com que els negatius originals havien estat destruïts, les dones van treure el color de les còpies positives antigues de les pel·lícules, van fer nous negatius, després nous positius i els van tornar a pintar. (Thuillier va comentar a la premsa que si hagués tingut prou temps, hauria fet la feina ella mateixa.) Méliès la va presentar en el seu discurs a la gala com una "artista eminent" que va fer la seva obra amb un "talent notable". ". El públic va aplaudir i va cridar "bravo".